# (2033) Basilea
(2033) Basilea est un astéroïde de la ceinture principale.

## Description
(2033) Basilea est un astéroïde de la ceinture principale. Il fut découvert le 6 février 1973 à l'observatoire Zimmerwald par Paul Wild. Il présente une orbite caractérisée par un demi-grand axe de 2,23 UA, une excentricité de 0,11 et une inclinaison de 8,5° par rapport à l'écliptique.

## Nom
(2033) Basilea a été nommé d'après la ville de Suisse de Bâle. En effet, la citation de nommage mentionne :

« Nommé d'après la vieille ville de Bâle et pour le 50e anniversaire de l'institut d'astronomie de l'université de Bâle. »

— Minor Planet Circular 5359

## Compléments